# Джордж Рід (австралійський політик)
Сер Джордж Х'юстон Рід (англ. George Houstoun Reid; 25 лютого 1845, Джонстон — 12 вересня 1918, Лондон) — австралійський політичний діяч, Прем'єр-міністр Нового Південного Уельсу і четвертий Прем'єр-міністр Австралії.

## Молоді роки
Рід народився у Джонстоуні, Шотландія, мігрував до Вікторії зі своєю родиною 1852 року. Його родина була однією з багатьох пресвітеріанських сімей, що переїхали до Сіднея. Рід здобув освіту в Шотландському коледжі Мельбурну.
У віці 13 років, Рід та його сім'я переїхали до Сіднея, де отримав роботу клерка. У віці 15 років він долучився до Школи Дискусійного клубу мистецтв, і згідно з його автобіографією, був там наймолодшим, хто будь-коли починав практику ораторського мистецтва. У 1864 році він стає бухгалтером у Колоніальному Казначействі, де швидко піднявся кар'єрними сходами і став начальником відділу Генеральної прокуратури у 1878 році. У 1875 році він видав свої «П'ять Есе з Вільної торгівлі», а 1878 року уряд видав його «Новий Південний Уельс — Колонія-Матір австралійців». У 1876 році він почав серйозно вивчати закон.

## Політична кар'єра
Кар'єрі Ріда допомогли його кмітливість та красномовність; сучасники описували його, як «можливо, найкращого оратора Імперії» Одного разу він яскраво продемонстрував свою кмітливість та почуття гумору: один ворожо налаштований опонент вказав на його живіт та вигукнув: «Що у Вас там, Джордже!?» Рід відповів наступне: «якщо це буде хлопчик, то я назву его Незалежність (Independity). Якщо ж це буде дівчинка, то я назву її Вікторією. Але коли, що найімовірніше, це — лише сеча та гази, то я назву це на честь Вас». Його гумор, однак, був оцінений не всіма. Альфред Дікін терпіти не міг Ріда, змальовуючи його як «марнотратну та егоїстичну особу», тому їхні прохолодні відносини стали причиною подальших розбіжностей у поглядах.
У 1880 році Ріда було обрано до Законодавчих зборів Нового Південного Уельсу від виборчого округу Східного Сіднея.
У лютому 1884 року Рід втратив своє місце у парламенті з технічних причин: він займав пост у Кабінеті міністрів Нового Південного Уельсу, що не дозволяло йому бути одночасно й парламентарем. У 1885 його було переобрано від Східного Сіднея, тоді він зосередив зусилля на проблемах оборони та вільної торгівлі. 1898 року Рід став провідним адвокатом Сіднея, вражаючи присяжних своїми перехресними допитами, в результаті чого був призначений Адвокатом Королеви.

## Прем'єр-міністр колонії

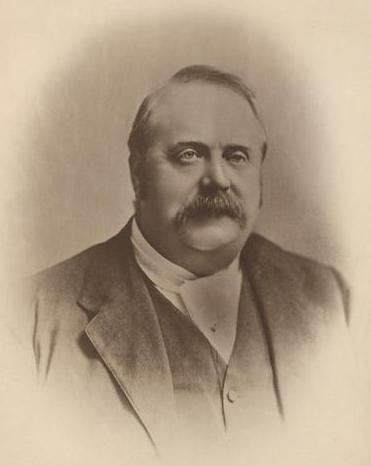
Рід у 1890-их роках

У вересні 1891 року уряд Паркса подав у відставку. Ріда було обрано лідером опозиції. У 1891 році він одружився з Флорою Енн Брумбі, якій було 23 роки проти його 46.
На виборах 1894 року він поставив пункт про введення реального тарифу вільної торгівлі з системою прямого податку головним у своїй програмі, завдяки чому й отримав гучну перемогу. Едмунд Бартон та інші відомі прихильники протекціонізму втратили свої місця, і Рід сформував свій перший Кабінет.
На ранній стадії сесії було знову піднято питання федерації, і Рід запросив прем'єр-міністрів інших колоній зібратись на конференції 29 січня 1895 року. Рід проводив успішні реформи у сфері охорони громадського порядку і державної служби. Інші його зусилля було направлено на контроль внутрішніх вод, охорону здоров'я, промисловість та гірничу промисловість.

## Федерація

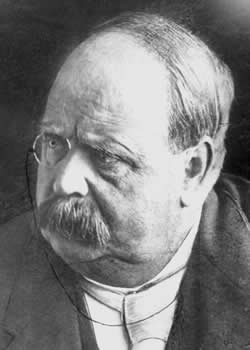

Рід підтримував ідею федерації австралійських колоній, проте поряд з протекціоністом Едмундом Бартоном він не відігравав провідної ролі у процесі її створення. Він був незадоволений проектом конституції, особливо тим пунктом, який визначав, що Сенат обирається не на загальних виборах.

## Федеральна політика
Ріда було обрано до першого федерального парламенту від Східного Сіднея на федеральних виборах 1901 року. Партія Вільної торгівлі завоювала 28 місць із 75 у Палаті представників, та 17 з 36 — у Сенаті. Разом з тим, Лейбористська партія Австралії підтримала Бартона та його протекціоністський уряд. Таким чином Рід став першим лідером опозиції. Такий статус непогано підходив до його стилю дебатування та дивовижного почуття гумору.
18 серпня 1903 року Рід пішов у відставку (перший член Палати представників, який так вчинив) і кинув виклик урядові, виступаючи проти рівних виборчих округів. Він оскаржив результати додаткових виборів у Східному Сіднеї 4 вересня та виграв їх. Він — єдина людина у австралійській федеральній парламентській історії, яка повернула собі місце через додаткові вибори, які стали наслідком його власної відставки.
У серпні 1904 року, коли уряд Кріса Вотсона пішов у відставку, він став Прем'єр-міністром. У Ріда не було більшості у жодній з палат парламенту, і він знав, що його перебування на посаді — питання часу, таким чином, Рід насолоджувався своїм становищем, поки міг. У липні 1905 року Рід пішов з посту.

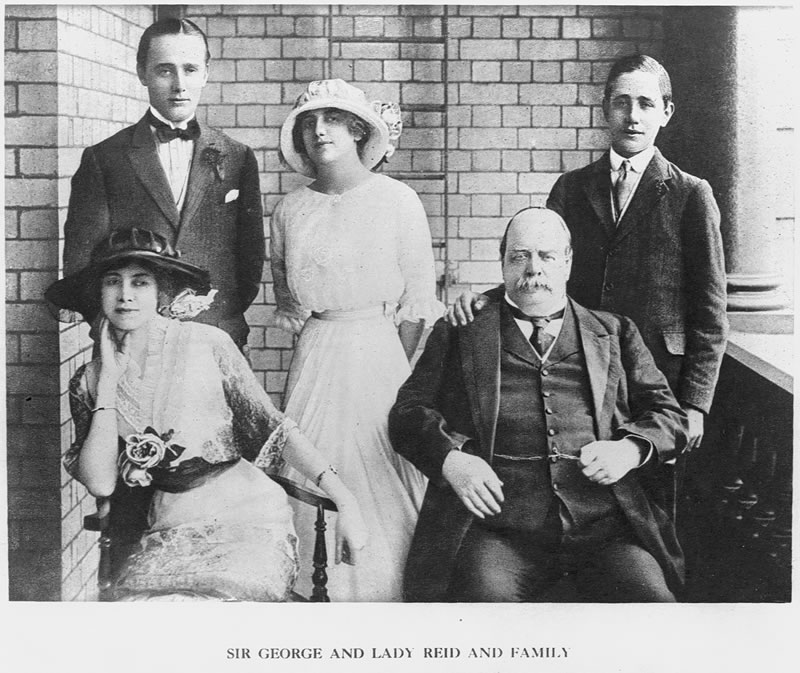
Джордж Рід з дружиною Флорою та їхніми дітьми (зліва направо) Дуглас, Тельма і Клайв, у Лондоні, 1915

24 грудня 1909 року Рід пішов з парламенту, а його місце залишилось вільним до федеральних виборів 1910 року.

## Почесті
У 1897 році Рід став Почесним Доктором цивільного права (DCL) Оксфорду. Ріда також було призначено членом Таємної ради Великої Британії (1904).
У 1969 році його було зображено на поштовій марці, випущеній Поштою Австралії.